# Stethynium mayeri
Stethynium mayeri är en stekelart som beskrevs av Girault 1912. Stethynium mayeri ingår i släktet Stethynium och familjen dvärgsteklar. Inga underarter finns listade i Catalogue of Life.